# X-Kid
«X-Kid» — песня американской панк-рок группы Green Day из их одиннадцатого альбома «¡Tré!». Песня вышла как единственный сингл альбома 12 февраля 2013 и как пятый и последний сингл трилогии «¡Uno!», «¡Dos!» & «¡Tré!».

## Запись и релиз
19 декабря 2012 на официальном канале Green Day вышел видеоклип на песню. На нем показана кассета, которая играет «X-Kid». Песню выпустили синглом 12 февраля 2013.

## Тема и композиция
В отзыве от The A.V. Club сказано, что в «X-Kid» воодушевляющее вступление, которое перерастает в гибрид двух песен из 1992 «Who Wrote Holden Caulfield?» и «One Of My Lies».

## Значение песни
Песня «X-Kid» написана под впечатлением от самоубийства близкого друга группы. В одном интервью Армстронг сказал, что ему не хотелось бы вдаваться в детали и это тяжело.
Однако, хоть песня была написана под впечатлением от суицида друга, она так же и про всё поколение X в целом. Билли Джо часто отзывался о себе как об «экс-ребёнке». Голос в песне понимает своего покойного друга, поддерживая его в том что они оба «экс/X-дети». Но он смог преодолеть трудности взросления, а другу это не удалось. Друг нашел выход в суициде. Герой песни видит части себя в своем друге. Он понимает, что, к сожалению, мало что можно было сделать чтоб ему помочь, хотя герой и хотел бы, чтоб кто-то нашел способ прежде, чем случилось непоправимое.

## Создатели
- Создание и запись: Билли Джо Армстронг, Майк Дёрнт, Тре Кул
- Продюсирование: Роб Кавалло, Green Day

## Отзывы критиков
В «Entertainment Weekly» назвали «X-Kid» лучшей песней альбома, лучше чем «Brutal Love» и «Missing You».

## Позиции в чартах
| Чарт(2013)                                   | Высшая позиция |
| -------------------------------------------- | -------------- |
| Canada Active Rock (America’s Music Charts)  | 18             |
| США (Billboard Hot Rock & Alternative Songs) | 48             |
| США (Billboard Alternative Airplay)          | 35             |
| США (Billboard Mainstream Rock)              | 23             |
| США (Billboard Rock & Alternative Airplay)   | 36             |